# Friedrich Rudolph Ludwig von Canitz
Friedrich Rudolph Ludwig von Canitz, född den 27 november 1654 i Berlin, död den 11 augusti 1699 i Blumberg nära Berlin, var en tysk friherre, diplomat och hovpoet.
von Canitz användes av Fredrik I i åtskilliga diplomatiska uppdrag och dog som verkligt geheimeråd. Hans dikter utkom anonymt 1700 under titeln Nebenstunden unterschiedener Gedichte. von Canitz, som hade franska förebilder, ställde sig med sina något torra dikter i opposition mot den schlesiska diktarskolans (med företrädare som Daniel Casper von Lohenstein) svulstiga stil.